# Ernsthofen
Ernsthofen osztrák község Alsó-Ausztria Amstetteni járásában. 2023 januárjában 2313 lakosa volt. 

## Elhelyezkedése

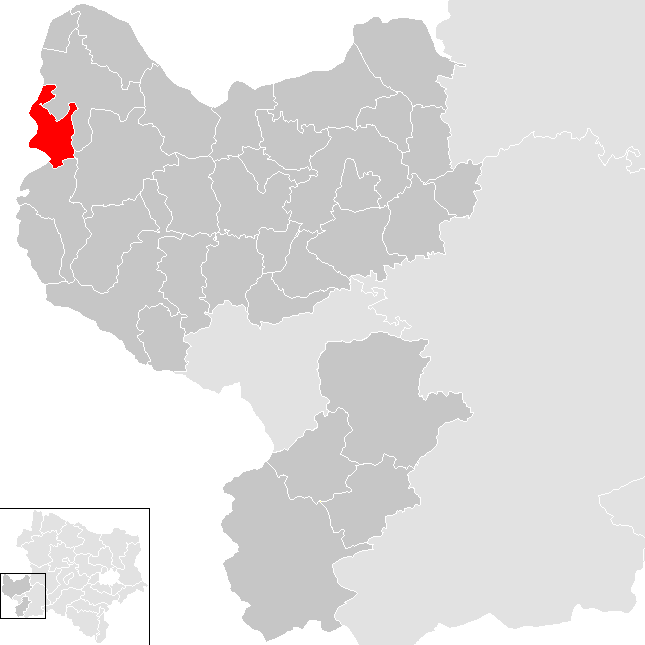
Ernsthofen az Amstetteni járásban

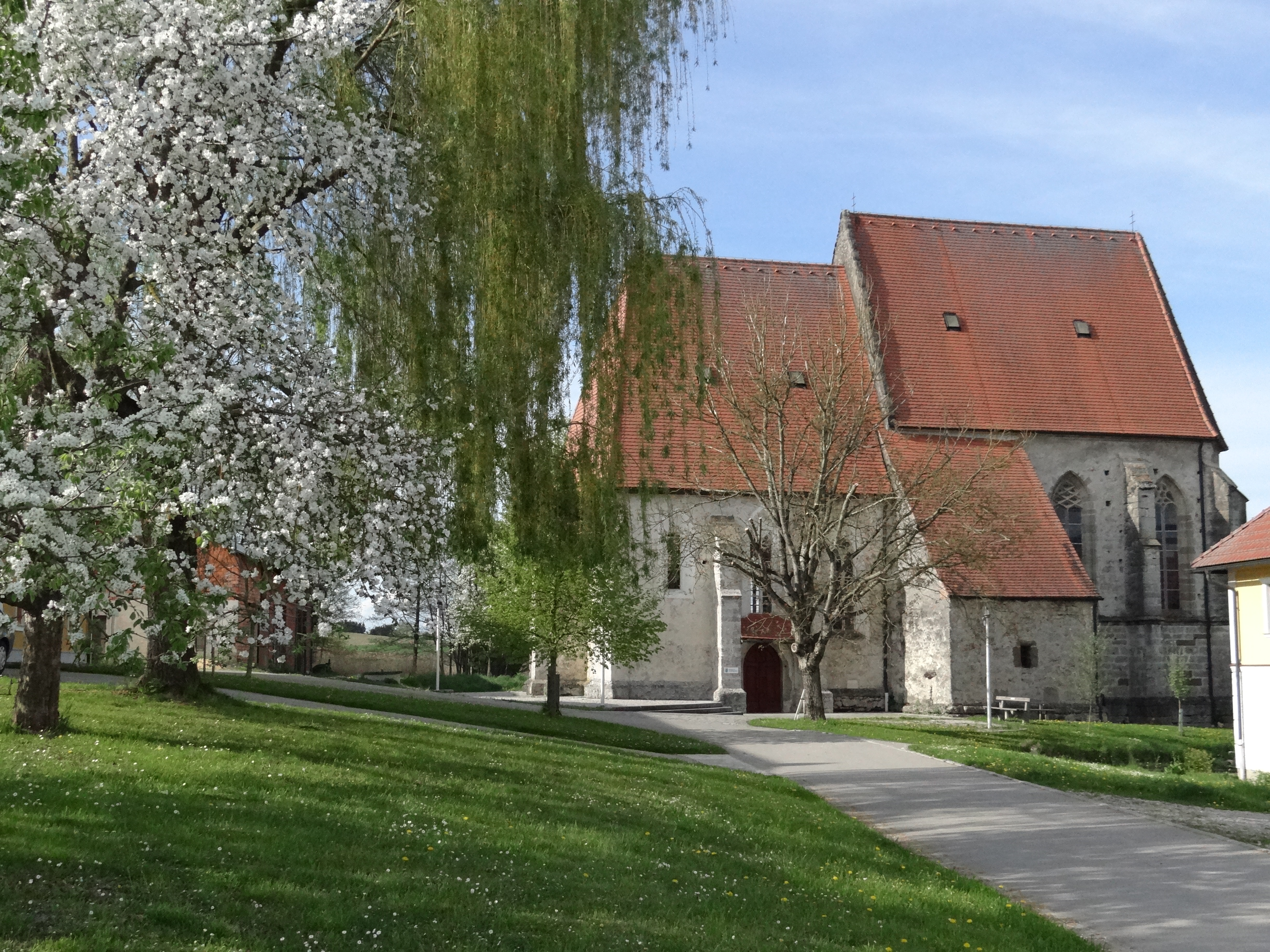
A kanningi Szt. Wolfgang-templom

Ernsthofen a tartomány Mostviertel régiójában fekszik az Enns jobb partján. Területének 14%-a erdő, 69,5% áll mezőgazdasági művelés alatt. Az önkormányzathoz egyetlen település tartozik, melynek településrészei a következők: Aigenfließen, Altenrath, Edt, Gaißing, Holzner, Kanning, Loderleiten, Mühlrading, Noppenberg, Rathmayr, Trienting, Wasen, Weindlau és Weinzierl.
A környező önkormányzatok: északra Sankt Valentin, délkeletre Haag, délre Haidershofen, nyugatra Kronstorf (Felső-Ausztria).

## Története
Ernsthofen a nevét vagy az Ernst személynévről vagy az Enns folyóról kapta. A község területén a 7. században települtek meg a bajorok, de korai falvaikat a 8. században többször feldúlták az avarok. A 9. század végén magyarok szállták meg a régiót, akiket I. Ottó császár később kiűzött.
1485-ben Mátyás magyar király hadai szállták meg a falut és a morva Wilhelm Tettauer parancsnoksága alatt hidat építettek az Ennsen, amelynek mindkét végét palánkerődítménnyel védték (ún. "Tettauer sánca"). Az erődöket öt évvel később Gotthard von Starhemberg tartományi kormányzó foglalta el és rombolta le. 
A 17. század első éveiben az Enns folyása megváltozott és az árvizek évről évre nagyobb károkat okoztak a házakban és különösen a partmenti templomban. Az egyre növekvő javítási költségek miatt a plébánia 1665-ben magasabb helyre költöztette a templomot és a temetőt. A régi gótikus templomot lebontották, és köveiből építették fel az újat szinte ugyanolyan alaprajzzal, de barokk stílusban. 
A Rudolf koronaherceg-vasútvonal 1866-os építése során ősi fegyvereket ástak ki, de a munkások elszállították őket, mielőtt a szakértők pontosan meg tudták volna határozni a korukat. 
A második világháború egyik utolsó csatáját Ernsthofenben vívták a német és az amerikaiak 1945. május 6-án. Az amerikaiaknak számos áldozat árán sikerült átkelniük az Ennsen és megszállták a falut, néhány nappal később azonban átadták a szovjeteknek, mert a szovjet megszállási zónában feküdt. 1955-ig itt, az Enns mentén húzódott az amerikai és szovjet megszállási övezet határa. 

## Lakosság
Az ernsthofeni önkormányzat területén 2023 januárjában 2313 fő élt. A lakosságszám 1910 óta gyarapodó tendenciát mutat. 2020-ban az ittlakók 95,8%-a volt osztrák állampolgár; a külföldiek közül 1,3% a régi (2004 előtti), 1,2% az új EU-tagállamokból érkezett. 1% az egykori Jugoszlávia (Szlovénia és Horvátország nélkül) vagy Törökország, 0,8% egyéb országok polgára volt. 2001-ben a lakosok 93,4%-a római katolikusnak, 4,4% pedig felekezeten kívülinek vallotta magát. Ugyanekkor a legnagyobb nemzetiségi csoportot a németeken kívül (99,6%) a horvátok és a szerbek alkották 4-4 fővel.
A népesség változása:

| 2016 | 2 162 |
| 2018 | 2 230 |

## Látnivalók
- a Szűz Mária menekülése-plébániatemplom
- a kanningi Szt. Wolfgang-templom

## Fordítás
- Ez a szócikk részben vagy egészben  az   Ernsthofen című német Wikipédia-szócikk ezen változatának fordításán alapul.  Az eredeti cikk szerkesztőit annak laptörténete sorolja fel. Ez a jelzés csupán a megfogalmazás eredetét és a szerzői jogokat jelzi, nem szolgál a cikkben szereplő információk forrásmegjelöléseként.